# Thomas Stocker

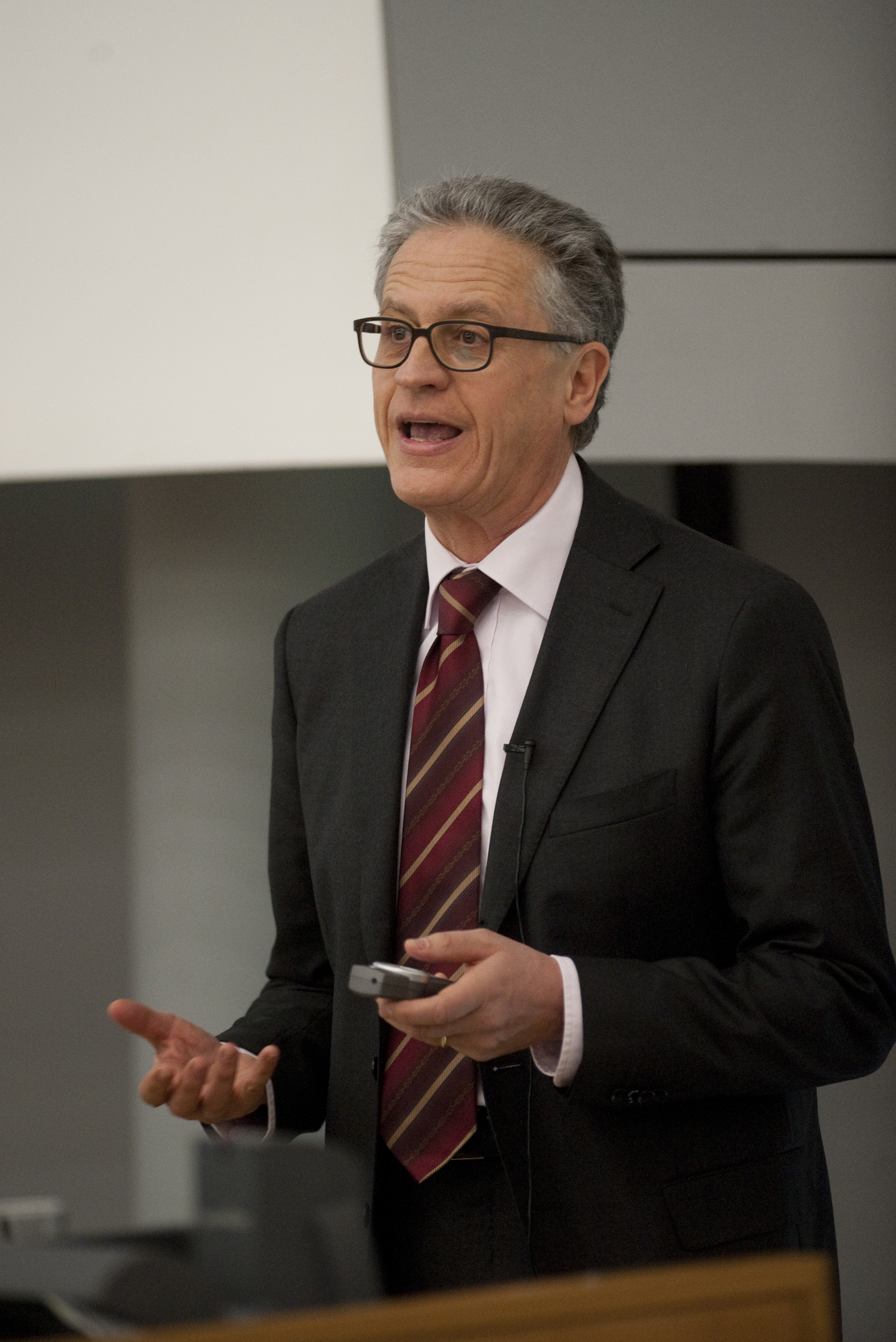
Thomas Stocker en 2007.

Thomas F. Stocker (Zúrich, 1959) es un climatólogo suizo.

## Biografía
Stocker se licenció en Física en la Escuela Politécnica Federal de Zúrich (ETH). Trabajó activamente en la investigación en el University College de Londres, en la McGill University de Montreal y en la Universidad de Columbia de Nueva York. Desde 1993, es profesor y jefe del departamento de Física del Clima y del Medio Ambiente de la Universidad de Berna.
La investigación de Stocker se centra en el desarrollo de modelos de cambio climático basados, entre otras cosas, en el análisis de núcleos de hielo de las regiones polares. Contribuyó significativamente a la creación del «gráfico del palo de hockey» que muestra un aumento creciente de las temperaturas medias mundiales en los últimos tiempos. Desde 1998 contribuye a los informes del Grupo Intergubernamental de Expertos sobre el Cambio Climático, y fue copresidente del Grupo de Trabajo I del IPCC (evaluación de los aspectos científicos del sistema climático y el cambio climático) desde 2008 hasta 2015.
En 1993 Stocker recibió el Premio Nacional Latsis de la Fundación Nacional Suiza para la Ciencia y en 2009 la Medalla Hans Oeschger de la Unión Europea de Geociencias. Es miembro de la Unión Geofísica Americana, de la Academia Europaea y de la Sociedad Meteorológica Americana.
En 2023 fue galardonado con el Premio Fundación BBVA Fronteras del Conocimiento.